# Than bitum

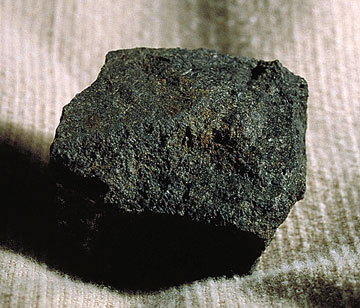
Than mỡ

Than mỡ hay than bitum là một loại than tương đối mềm chứa chất giống như hắc ín hay nhựa đường. Loại than này có chất lượng cao hơn than nâu nhưng thấp hơn than anthracit. Chúng được hình thành từ quá trình bị nén ép của than nâu. Nó có thể có màu đen hoặc nâu đen; thường là có cấu tạo dải rõ ràng sáng màu và các vật chất sẫm màu trong các vỉa than. Cấu tạo phân tầng này được phân loại theo hoặc là "tối, dải sáng màu" hoặc "sáng, dải tối màu" là cách để nhận dạng địa tầng than.
Than mỡ là một loại đá trầm tích được hình thành từ quá trình thành đá và nép ép nửa biến chất của vật liệu than bùn ban đầu. Thành phần chủ yếu của nó là các maceral: vitrinit, và liptinit. Hàm lượng cacbon trong than mỡ thường dao động trong khoảng 60-80%; phần còn lại là nước, hydro, và lưu huỳnh..., chúng chưa được tách khỏi các maceral. Bank density trong khoảng 1346 kg/m³. Dung trọng tự nhiên khoảng 833 kg/m³ (52 lb/ft³).
Nhiệt cung cấp từ than mỡ dao động trong khoảng 24-35 MJ/kg (21 triệu đến 30 triệu BTU/tấn) ở trạng thái ẩm, không có vật liệu khoáng.
Trong công nghiệp khai khoáng than, đây là loại than cung cấp một lượng lớn khí metan, một khí nguy hiểm có thể gây ra các vụ nổ trong hầm lò. Việc khai thác than mỡ đòi hỏi các công đoạn có mức độ an toàn cao nhất về giám sát không khí, quản lý thông gió tốt và công tác giám sát hiện trường tốt.